# مالوان (مقاطعة فومن)
مالوان (بالفارسية: مالوان) هي قرية تقع في غيلان في إيران. يقدر عدد سكانها بـ 225 نسمة بحسب إحصاء 2016.